# Куп Југославије у рукомету за жене
Куп Југославије у рукомету за жене је одржавао се од 1956. до 1992. Изузетак је 1964. година када није одигран.

## Победници
- 1956. Локомотива, Загреб
- 1957. Локомотива, Загреб
- 1958. Локомотива, Загреб
- 1959. Локомотива, Загреб
- 1960. Локомотива, Загреб
- 1961. Спартак, Суботица
- 1962. ОРК Београд
- 1963. ОРК Београд
- 1964. није одржан
- 1965. Локомотива, Загреб
- 1966. Графичар, Осијек
- 1967. ОРК Београд
- 1968. ОРК Београд
- 1969. Трешњевка, Загреб
- 1970. Раднички, Београд
- 1971. Локомотива, Загреб
- 1972. ОРК Београд
- 1973. Раднички, Београд
- 1974. Вождовац, Београд
- 1975. Раднички, Београд
- 1976. Раднички, Београд
- 1977. Железничар, Нови Сад
- 1978. Осијек
- 1979. Раднички, Београд
- 1980. Бане Скулић, Сомбор
- 1981. Осијек
- 1982. ОРК Београд
- 1983. Раднички, Београд
- 1984. Будућност, Подгорица
- 1985. Раднички, Београд
- 1986. Раднички, Београд
- 1987. Бождовац, Београд
- 1988. Локомотива, Загреб
- 1989. Будућност, Подгорица
- 1990. Раднички, Београд
- 1991. Раднички, Београд
- 1992. Раднички, Београд